# Peter Levi
Peter Chad Tigar Levi (* 16. Mai 1931 in Ruislip, Middlesex, England; † 1. Februar 2000) war ein englischer Dichter, Schriftsteller, Kritiker und Archäologe. Er gehörte lange Jahre dem Jesuitenorden an und hatte eine Professur an der Universität Oxford.

## Leben und Werk
Peter Levis Vater war ein Kaufmann jüdischer Herkunft, der zum Katholizismus übergetreten war. Peter Levi besuchte katholische Schulen. Als Kind erkrankte er an Polio und während des Studiums erlitt er einen schweren Verkehrsunfall, von dem er sich nur langsam erholte. Ans Bett gefesselt wurde er zum wahllosen Leser, was ihn fürs Leben prägte: „Dilettantism was thrust upon me“. (Deutsch: Dilettantismus war mir beschieden.) 1964 wurde er als Priester im Jesuitenorden ordiniert. Er verließ den Orden 1977 wieder, um Deirdre Connolly zu heiraten, die Witwe von Cyril Connolly. Er schrieb Connollys Romanfragment Shade those Laurels zu Ende, das 1990 veröffentlicht wurde.
Von 1984 bis 1989 war er Oxford Professor of Poetry an der Universität Oxford und galt als Kandidat für den Titel des Poet Laureate. 1988 erhob er den Anspruch, ein bislang unentdecktes Werk William Shakespeares gefunden zu haben; seine Vermutung war allerdings falsch.
Levi verfasste über sechzig Bücher, neben Lyrik auch Biografien, Belletristik und Reiseliteratur (so reiste er gemeinsam mit Bruce Chatwin und Patrick Leigh Fermor). Speziell galt sein Interesse dem antiken Griechenland, seiner Kulturgeschichte und der Archäologie dort.